# St.-Giragos-Kathedrale

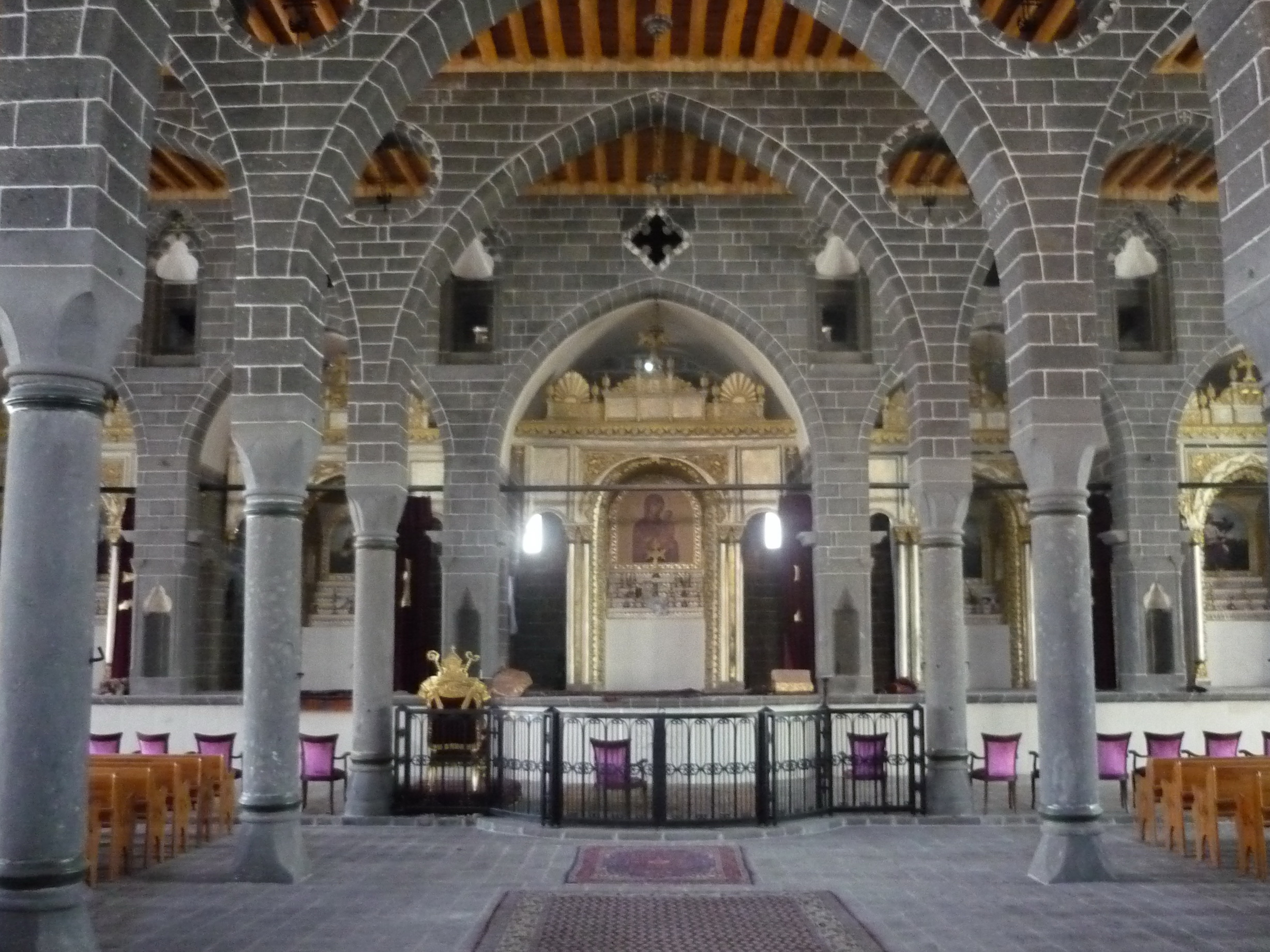
Innerhalb der Kirche nach der Restaurierung (2012)

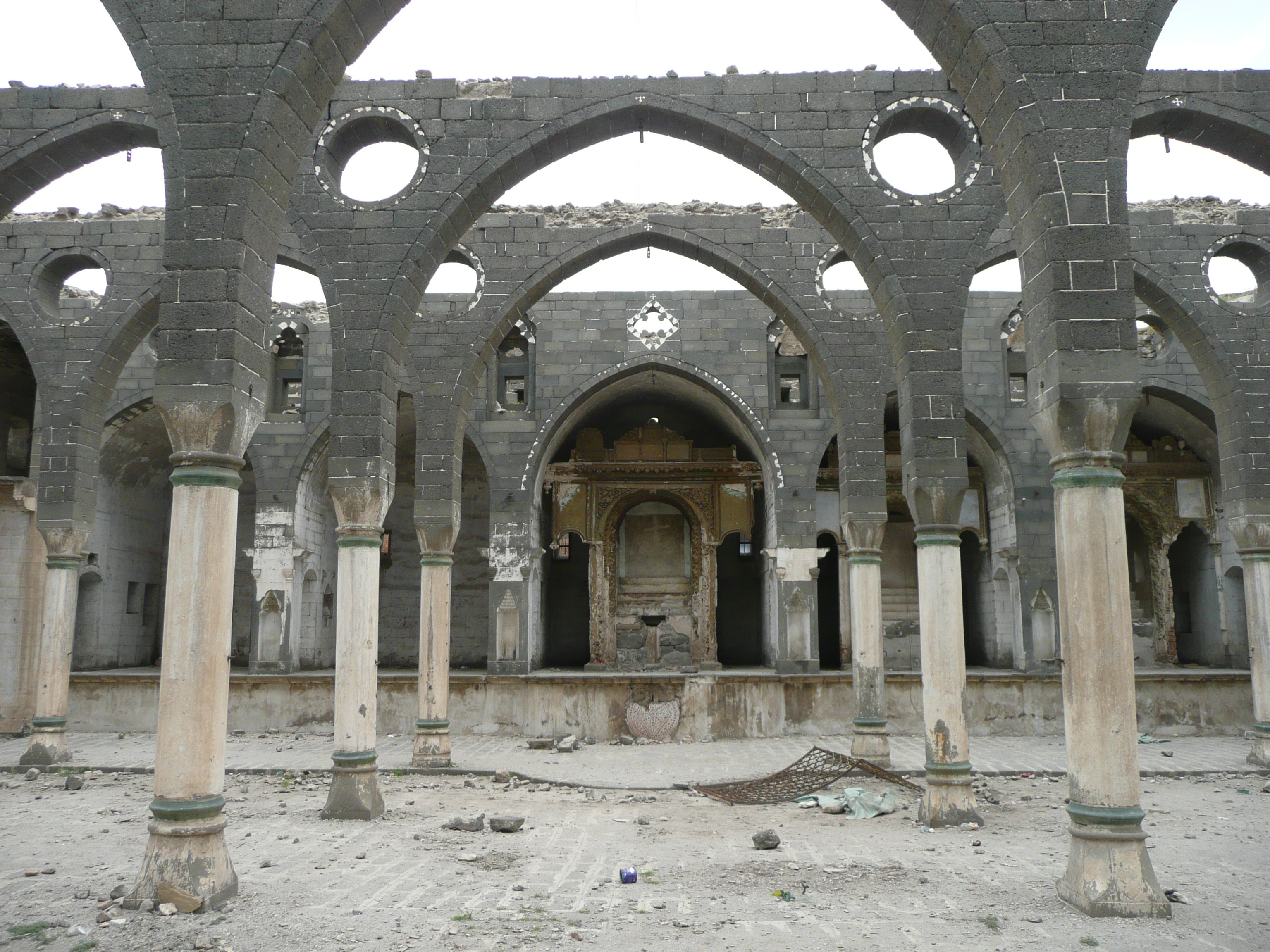
Ansicht der zerstörten Kathedrale in Diyarbakır 2008

Die St.-Giragos-Kathedrale (armenisch Սուրբ Կիրակոս եկեղեցի) ist eine 1371 erbaute armenisch-apostolische Kirche in der türkischen Stadt Diyarbakır und die größte armenische Kirche des Nahen Ostens. Sie wurde im Zuge des Völkermords an den Armeniern teilweise zerstört, nach der Wiedererrichtung am 22. Oktober 2011 wieder konsekriert und 2016 erneut schwer beschädigt.

## Geschichte

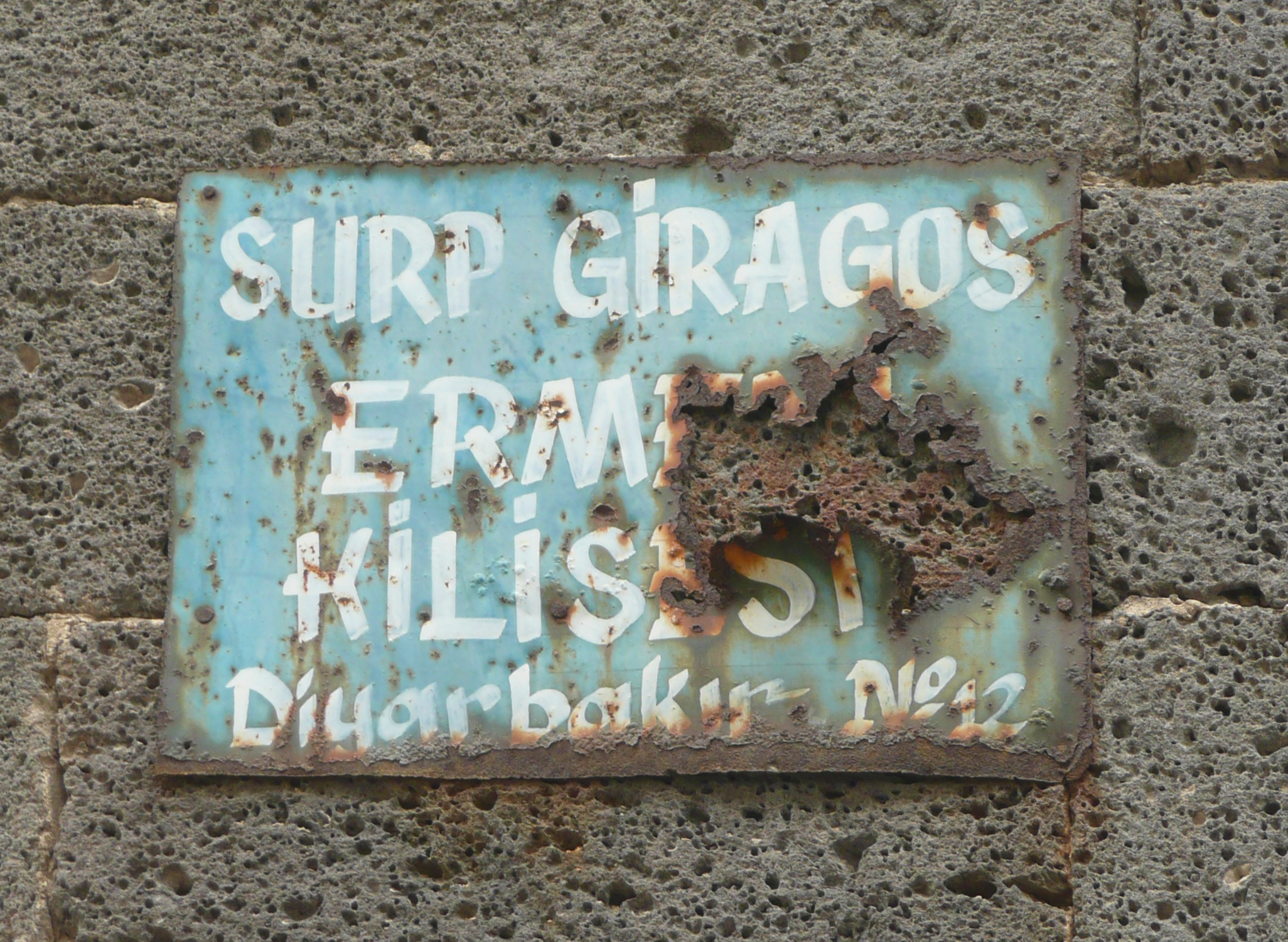
Verrostetes Eingangsschild

Die Kathedrale wurde 1371 erbaut und dem hl. Cyriakus gewidmet. Nach der Kirche zum Heiligen Kreuz auf Aghtamar in Van galt die St.-Giragos-Kathedrale als wichtigste Kirche Westarmeniens. In der Zeit des Völkermords an den Armeniern 1915–1916 unter Gouverneur Mehmed Reschid wurde die Kirche geschlossen und ihr 29 m hoher Kirchturm zerstört. 1913–1918 benutzte das deutsche Heer die Kathedrale als örtliches Hauptquartier; später, auch nach der Gründung der Republik Türkei 1923, wurde sie als Warenhaus für Segel und Leinen wie auch als Fabrik genutzt.
In den 1950er Jahren wurde die Kathedrale der Generaldirektion für Stiftungen (Vakıflar Genel Müdürlüğü) unterstellt und 1960 der armenischen Gemeinde zurückgegeben. Bis 1980 feierte man hier Gottesdienste, obwohl die armenische Gemeinde wegen der Auswanderung in den 1970er und 1980er Jahren nahezu erloschen war.
Trotz sporadischer Bemühungen der nun in der Diaspora lebenden armenischen Gemeinde aus Diyarbakır wurde die Kirche vernachlässigt und dem Zerfall überlassen. 2009 gründeten einige in Diyarbakır geborene, jedoch in Istanbul lebende Armenier ein Stiftungsdirektorium unter Schirmherrschaft des Konstantinopler Patriarchats mit dem Ziel, die Kirche wiederaufzubauen und die enteigneten Ländereien zurückzugewinnen. Am 22. Oktober 2011 wurde die Surp-Giragos-Kathedrale nach dreijähriger Renovierung neu konsekriert.
Bei der türkischen Offensive gegen die PKK wurde die Kirche im Februar 2016 durch Geschosse so schwer getroffen, dass Teile des Daches und der Außenmauer einstürzten. Ebenso wurden weitere Kirchen, darunter die syrisch-orthodoxe St.-Marien-Kirche, und Teile des alten Stadtviertels Sur schwer in Mitleidenschaft gezogen. Am 26. März 2016 verfügte die türkische Regierung nach Artikel 27 des türkischen Enteignungsgesetzes die Enteignung der St.-Giragos-Kathedrale und mehrerer syrischer, chaldäischer und protestantischer Kirchen in Diyarbakır sowie weiterer 6300 Grundstücke, insgesamt etwa 80 % der Fläche aller Immobilien in Sur. Die Anwaltskammer von Diyarbakır wie auch die Stiftung der Armenischen Kirche reichten Klage ein wegen massiven Verstoßes gegen das verfassungsmäßige Recht auf Eigentum und gegen den Vertrag von Lausanne, der das Eigentum der christlichen Minderheiten schützt. Im April 2017 annullierte der türkische Staatsrat (einem Verwaltungsgericht vergleichbar) den Enteignungsbeschluss für St.-Giragos, da er gegen den Vertrag von Lausanne verstoße.

## Besonderheiten
Die Kathedrale hatte sieben Altäre. Der Gebäudekomplex mit einer Fläche von über 3.200 m² umfasst Kapellen, Wohnhäuser für die Priester und eine Schule. Das ursprüngliche Dach war mit Erde aus der Region bedeckt. Bei der Restaurierung wurde es erneut verwendet.

## Galerie

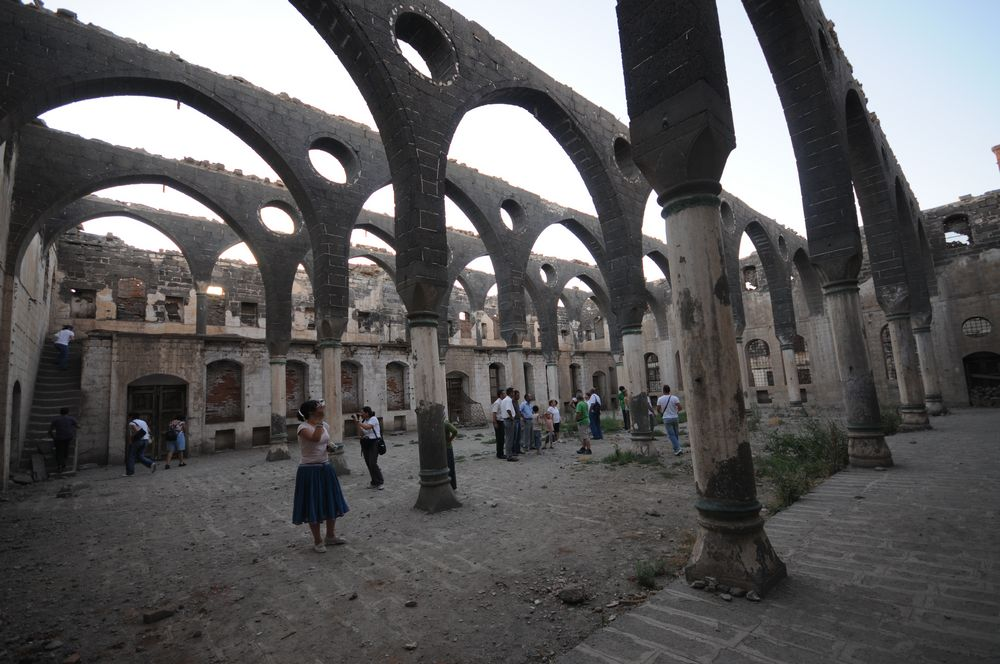
St.-Giragos-Kathedrale 2009
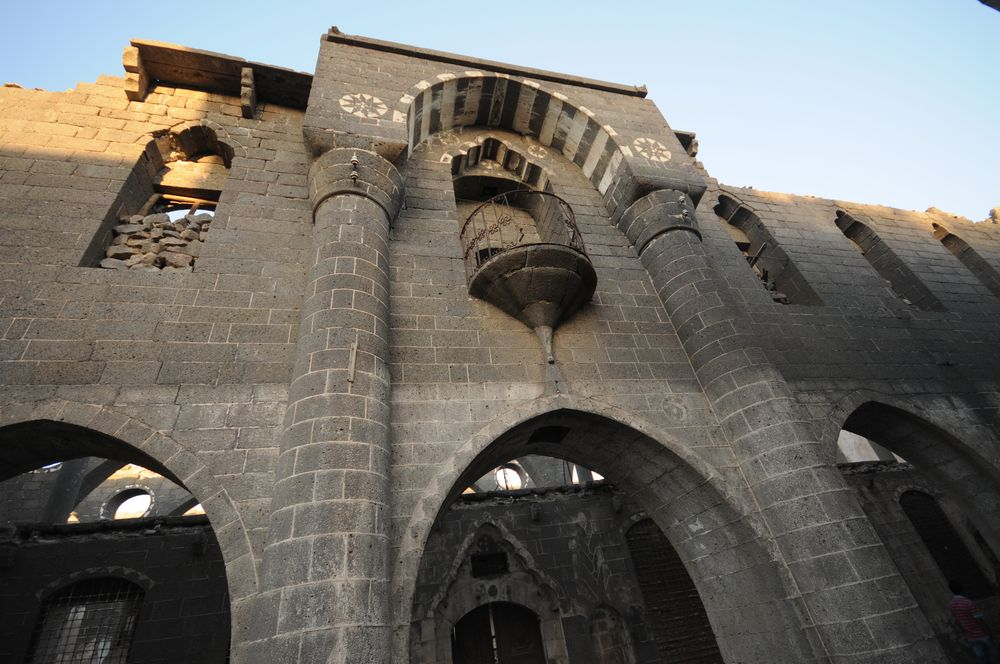
Vorderansicht der Kathedrale
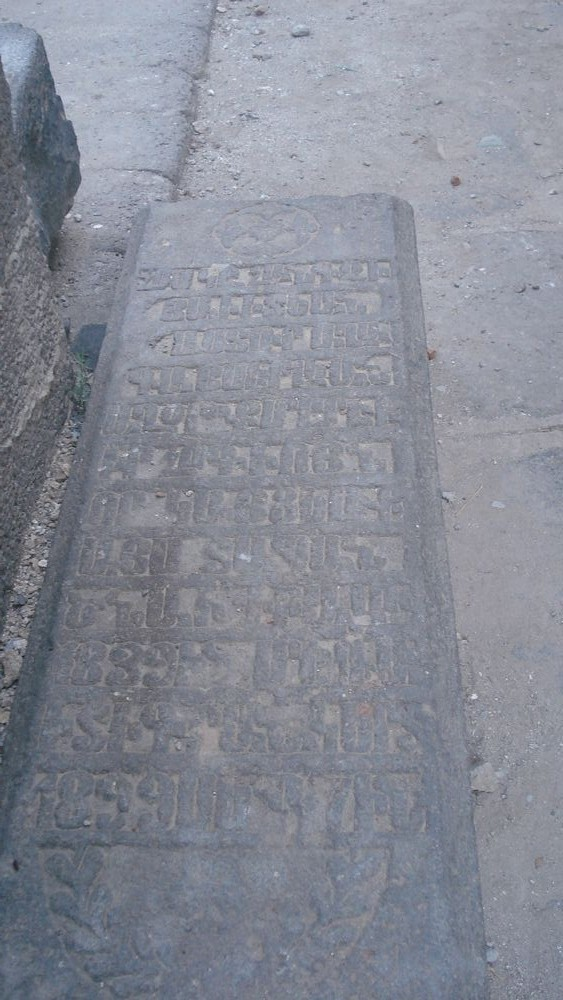
Grabstein mit armenischer Beschriftung
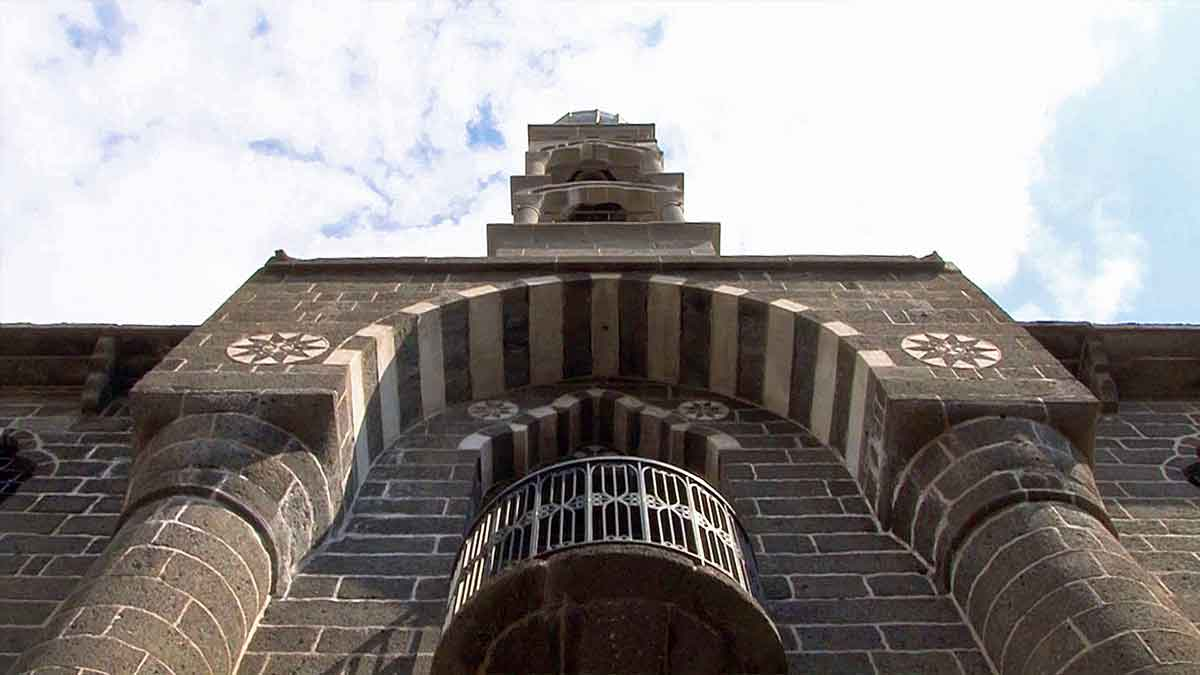
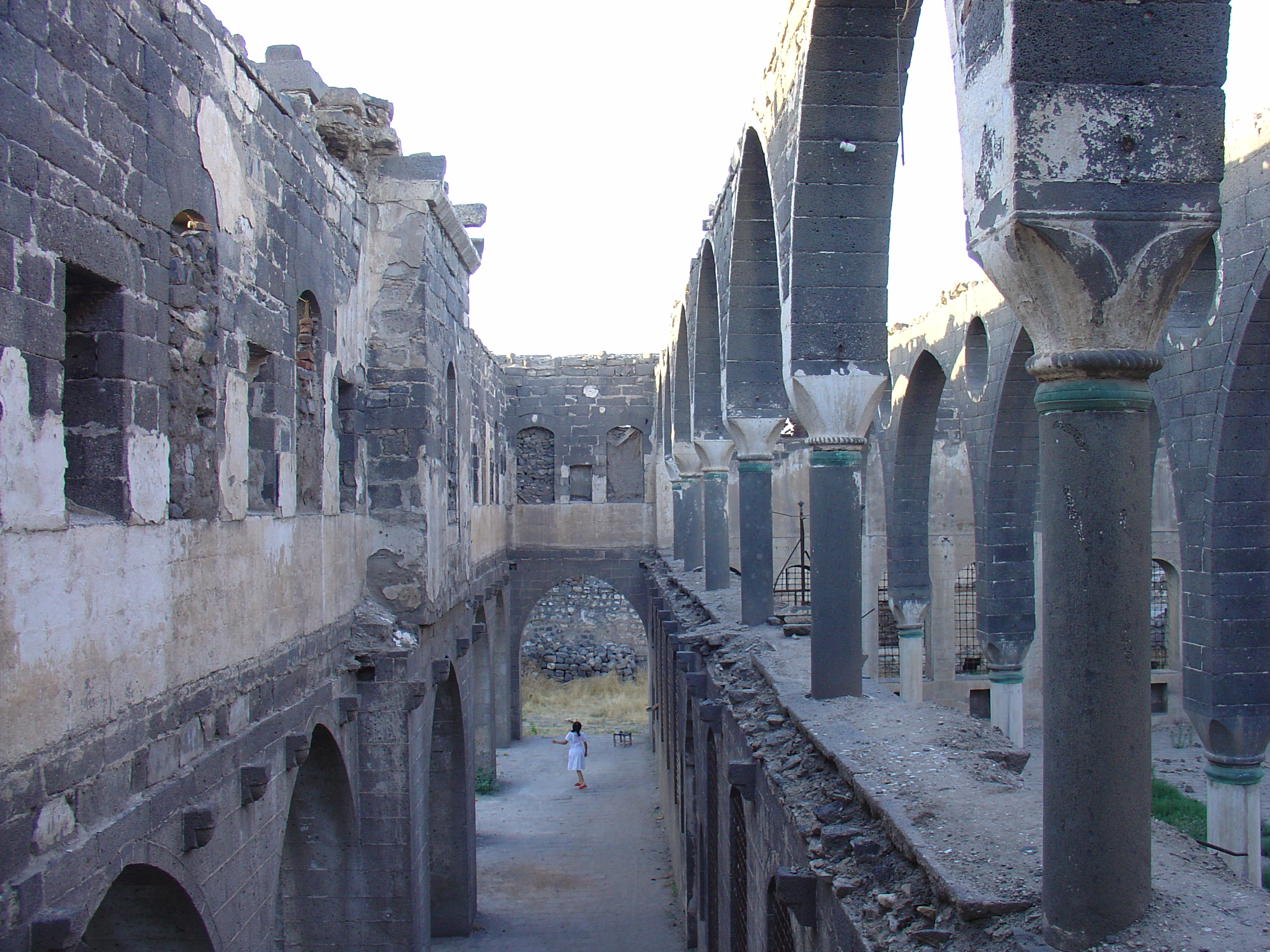